# Episodi de I Borgia (serie televisiva canadese) (seconda stagione)
La seconda stagione della serie televisiva I Borgia, composta da dieci episodi, è stata trasmessa dal canale canadese Bravo! dall'8 aprile al 17 giugno 2012.
Negli Stati Uniti è stata trasmessa, nelle stesse date, sul canale Showtime.
In Italia, la stagione è stata pubblicata interamente su Sky Box Sets l'11 luglio 2016 ed è andata in onda sul canale satellitare Sky Atlantic dal 9 settembre al 7 ottobre 2016. È stata trasmessa in chiaro dal 7 luglio all'11 agosto 2017 su Cielo.
Durante questa stagione entrano nel cast principale Julian Bleach e Peter Sullivan, mentre escono David Oakes e Steven Berkoff.
| nº | Titolo originale        | Titolo italiano        | Prima TV Canada | Pubblicazione Italia |
| -- | ----------------------- | ---------------------- | --------------- | -------------------- |
| 1  | The Borgia Bull         | Il toro dei Borgia     | 8 aprile 2012   | 11 luglio 2016       |
| 2  | Paolo                   | Paolo                  | 15 aprile 2012  | 11 luglio 2016       |
| 3  | The Beautiful Deception | Uno splendido inganno  | 22 aprile 2012  | 11 luglio 2016       |
| 4  | Stray Dogs              | L'arte del conflitto   | 29 aprile 2012  | 11 luglio 2016       |
| 5  | The Choice              | La scelta              | 6 maggio 2012   | 11 luglio 2016       |
| 6  | Day of Ashes            | Il giorno delle ceneri | 13 maggio 2012  | 11 luglio 2016       |
| 7  | The Siege at Forlì      | L'assedio di Forlì     | 20 maggio 2012  | 11 luglio 2016       |
| 8  | Truth and Lies          | Menzogne e verità      | 3 giugno 2012   | 11 luglio 2016       |
| 9  | World of Wonders        | Fratricidio            | 10 giugno 2012  | 11 luglio 2016       |
| 10 | The Confession          | La confessione         | 17 giugno 2012  | 11 luglio 2016       |

## Il toro dei Borgia
- Titolo originale: The Borgia Bull
- Diretto da: Neil Jordan
- Scritto da: Neil Jordan

### Trama
Il Papa, soddisfatto della posizione raggiunta dalla sua famiglia e dal potere posseduto, decide di organizzare una festa a Roma aperta al popolo. Durante i preparativi lui e Giulia scoprono una nicchia d'arte nascosta dedicata per lo più al piacere. Qui fa la conoscenza di una giovane apprendista artista, Vittoria, da cui è attratto. Giulia, presa dai timori, diventa amica di Vittoria. Nel frattempo, Napoli è devastata dalla peste, e Carlo VIII decide di torturare a morte il principe Alfonso, che ritiene responsabile, per poi contrarre lui stesso la malattia.
- Guest star: Michel Muller (Re Carlo VIII di Francia), Augustus Prew (Alfonso II di Napoli).
- Altri interpreti: James Wilson (Chierichetto), Nan Kerr (Suora anziana), Melia Kreiling (Bianca), Philip Perkinson (Lacchè), David Lowe (Ambasciatore francese), Edward De Souza (Dottore), Mark Noble (Generale francese), Edward Akrout (Capitano francese 1), Jemima West (Vittoria), Bosco Hogan (Cardinale Piccolomini), Miklós Turek (Capitano francese 2).
- Ascolti USA: telespettatori 605 000[2]

## Paolo
- Titolo originale: Paolo
- Diretto da: Neil Jordan
- Scritto da: Neil Jordan

### Trama
Il Papa decide di controllare personalmente in quale stato vertono le strade di Roma e, riscontrata una grande povertà generale, chiede a Giulia di occuparsene. Paolo, che tempo addietro aveva intrecciato una relazione con Lucrezia, giunge a Roma per rivederla. Il giovane stringe amicizia con una prostituta, che altri non è che una spia di Juan, che lo uccide poco dopo.
- Guest star: Ruta Gedmintas (Ursula Bonadeo), Luke Pasqualino (Paolo), Augustus Prew (Alfonso II di Napoli), Noah Taylor (Imbalsamatore).
- Altri interpreti: John Surman (Pastore), Jemima West (Vittoria), Jalaal Hartley (Pinturicchio), Edward De Souza (Dottore), Joanna Foster (Suora risoluta), Nan Kerr (Suora anziana), Katie McGuinness (Beatrice), Sarah Solemani (Maddalena), Fernanda Dorogi (Signora civettuola), Mark Phelan (Ubriaco), Sarah Finigan (Donna mendicante), Matilda Sturridge (Alicia), Vernon Dobtcheff (Cardinale Versucci), Frederick Warder (Birdman), Sam Keeley (Giovane 1), Máté Haumann (Giovane 2), Helen Bradbury (Balia).
- Ascolti USA: telespettatori 534 000[3]

## Uno splendido inganno
- Titolo originale: The Beautiful Deception
- Diretto da: Jon Amiel
- Scritto da: Neil Jordan

### Trama
Lucrezia è molto scossa dalla morte di Paolo e riesce a convincere il padre a dargli una sepoltura cristiana, imparando anche a farsi temere da Juan. Il cardinale Della Rovere continua lo scopo della sua vita, destituire Papa Alessandro e far cadere i Borgia in miseria, mentre Carlo VIII, ancora debole e malato, decide però di tradire l'alleanza con il Papa, alleandosi con gli Sforza e iniziando i preparativi per una guerra contro Roma. Lo scopo del re è fiaccare le mura della città con i suoi cannoni senza venire scoperto, ma il Papa scopre l'inganno e Cesare rende "pan per focaccia" al re tradito dalle sue stesse armi.
- Guest star: Gina McKee (Caterina Sforza), Roger Lloyd Pack (Frate), Michel Muller (Re Carlo VIII di Francia), Luke Pasqualino (Paolo), Noah Taylor (Imbalsamatore), Ronan Vibert (Giovanni Sforza).
- Altri interpreti: Helen Bradbury (Balia), Richard Rifkin (Penitente), Bosco Hogan (Cardinale Piccolomini), Mark Noble (Generale francese), Kellie Blaise (Bernadetta), Edward De Souza (Dottore), Jemima West (Vittoria), Vernon Dobtcheff (Cardinale Versucci), Carl McCrystak (Soldato).
- Ascolti USA: telespettatori 509 000[4]

## L'arte del conflitto
- Titolo originale: Stray Dogs
- Diretto da: Jon Amiel
- Scritto da: Neil Jordan

### Trama
Mentre si festeggia la vittoria, Cesare scopre per puro caso che le suore del convento di Santa Cecilia, tra le quali Ursula Bonadeo, sono state tutte stuprate e uccise. Incarica quindi Michelotto di radunare un esercito di mercenari, scoprendo nel frattempo che l'atto è stato compiuto dai Francesi con la complicità di Giovanni Sforza. Ludovico Sforza propone al Papa un'alleanza comune per difendersi dai Francesi, egli accetta, e perciò Rodrigo e Cesare lasciano Roma delegando a Lucrezia la responsabilità di occupare il Trono di San Pietro. Lucrezia prende sul serio il suo ruolo, aiutando i poveri, gli orfani e i bisognosi, mentre Cesare e l'esercito dei mercenari raggiungono l'accampamento francese e lo radono al suolo.
- Guest star: Ruta Gedmintas (Ursula Bonadeo), Roger Lloyd Pack (Frate), Michel Muller (Re Carlo VIII di Francia).
- Altri interpreti: Jemima West (Vittoria), Ivan Kaye (Ludovico Sforza), Patrick O'Kane (Francesco Gonzaga), Melia Kreiling (Bianca), David Papava (Carlo Baglione), Andrew Pleavin (Rodente Orsini), Giacomo Pleavin (Battista Colonna), Emil Hostina (Leader guascone), Thomas Thoroe (Esploratore guascone 1), Dermot Keaney (Esploratore guascone 2), Imre Sipos (Esploratore guascone 4), Zsolt Zágoni (Esploratore guascone 5), Vernon Dobtcheff (Cardinale Versucci), Bosco Hogan (Cardinale Piccolomini), Hatty Boyd (Guardia papale), Edward De Souza (Dottore).
- Ascolti USA: telespettatori 579 000[5]

## La scelta
- Titolo originale: The Choice
- Diretto da: Kari Skogland
- Scritto da: Neil Jordan

### Trama
Una volta sconfitti i Francesi, il Papa si dirige a Firenze per chiudere i conti con Savonarola, mentre Cesare parte per Forlì per sistemare Caterina Sforza. Nella città della Toscana il Papa incontra Niccolò Machiavelli e Piero Dè Medici e discute con loro metodi per sbarazzarsi di Savonarola. Tornato a Roma, durante le celebrazioni della Comunione il tetto della Chiesa crolla e ciò viene interpretato come un segno di malcontento dal Cielo. Intanto Cesare consegna a Caterina un messaggio che le ordina di recarsi a Roma al cospetto del Papa volente oppure in catene. Dopo averne discusso con il cugino Giovanni Sforza, la donna rifiuta. Cesare uccide Giovanni, pagando così con la morte tutti gli arretrati di cortesia che aveva nei confronti di Lucrezia e della sua famiglia, e lascia Forlì. Della Rovere nel frattempo si incontra con il Savonarola per ricevere la sua benedizione per assassinare il Papa. Ricevuta tale benedizione fa ritorno alla sua Abbazia e incarica un servitore di entrare al servizio del Papa e di avvelenarlo appena se ne presenterà l'occasione. Michelotto torna nella sua casa d'origine e incontra un uomo importante per il suo passato.
- Guest star: Gina McKee (Caterina Sforza), Barbara Flynn (Isabella), Ronan Vibert (Giovanni Sforza), Jesse Bostick (Antonello), Roger Lloyd Pack (Frate), Noah Silver (Benito Sforza).
- Altri interpreti: Bosco Hogan (Cardinale Piccolomini), Anton Giltrap (Ragazzo del coro), Darwin Shaw (Augustino), Cesare Taurasi (Piero De Medici), Katie McGuinness (Beatrice), Jacqueline Dankworth (Rosa), Vernon Dobtcheff (Cardinale Versucci), Sophie C. Thompson (Serva di Caterina).
- Ascolti USA: telespettatori 567 000[6]

## Il giorno delle ceneri
- Titolo originale: Day of Ashes
- Diretto da: John Maybury
- Scritto da: David Leland

### Trama
Cesare torna a Roma e confessa al padre di aver ucciso Giovanni Sforza. Ciò porta il Papa a decidere che Lucrezia debba sposarsi per la seconda volta per proteggere il suo pontificato, nonostante non ne sia entusiasta. Savonarola continua a riscontrare grande popolarità a Firenze, e gli viene presentato dal cardinale Sforza il progetto per l'assassinio del Papa, ma egli lo rifiuta. Cesare viene incaricato di recare a Savonarola un messaggio: smetterla con le sue predicazioni oppure venire scomunicato e condannato a morte. Nel frattempo Della Rovere istruisce Antonello, il prescelto per l'assassinio del Papa, su come portare a compimento il suo dovere. Machiavelli si reca a Roma e informa Cesare dell'itinerario che i bauli colmi di ricchezze dei Medici stanno percorrendo. Cesare e l'esercito attaccano le carovane e portano l'oro a Roma. Grazie al nuovo oro, viene organizzato l'assedio di Forlì, ma a Cesare è negato il comando dato che Juan sta per tornare dalla Spagna.
- Guest star: David Alpay (Calvino Pallavicini), Tom Austen (Raffaello Pallavicini), Jesse Bostick (Antonello), Roger Lloyd Pack (Frate).
- Altri interpreti: Bosco Hogan (Cardinale Piccolomini), Vernon Dobtcheff (Cardinale Versucci), John Arthur (Fratello Bernardino), Camilla Rutherford (Donna), Cesare Taurasi (Piero De Medici), Zoltán Rihmer (Lettore di latino), Szilárd Várnai (Nipote del Doge di Venezia), David Papava (Carlo Baglione), Giacomo Pleavin (Battista Colonna), John Rado (Spettatore), David Kabelitz (Lucio), Nathan O'Toole (Vincenzo).
- Ascolti USA: telespettatori 687 000[7]

## L'assedio di Forlì
- Titolo originale: The Siege at Forlì
- Diretto da: Kari Skogland
- Scritto da: David Leland

### Trama
Juan Borgia torna a Roma dalla Spagna, recando vari doni per la sua famiglia dal Nuovo Mondo, tra cui una pantera per Lucrezia e dei sigari per il padre. Quest'ultimo rivela a Juan durante una chiacchierata privata il suo prossimo compito: il comando dell'assedio di Forlì. Juan si sente tuttavia debole, e una visita gli rivela di aver contratto la sifilide. Egli però non si lascia scoraggiare, guida l'assedio e scopre dei cannoni conservati a Forlì. Mentre il figlio di Caterina discute i piani con la madre, Juan lo cattura e lo tortura in presenza della donna. Ludovico Sforza marcia a Forlì in aiuto di Caterina e sbaraglia l'esercito pontificio. Il figlio di Caterina riesce a scampare all'esecuzione e Juan è costretto alla fuga. A Firenze Cesare si accorge che Savonarola continua le sue predicazioni, questa volta contro il falò delle vanità. In tutto questo, un uomo di nome Calvino si propone come pretendente di Lucrezia.
- Guest star: Gina McKee (Caterina Sforza), David Alpay (Calvino Pallavicini), Tom Austen (Raffaello Pallavicini), Jesse Bostick (Antonello), Roger Lloyd Pack (Frate), Noah Silver (Benito Sforza).
- Altri interpreti: Robert Cavanah (Hernando de Caballos), Vernon Dobtcheff (Cardinale Versucci), Bosco Hogan (Cardinale Piccolomini), Rory McMenamin (Lucio, il ragazzo), Richard Durden (Medico), Elliot Lang (Angelo, il ragazzo), Selva Rasalingam (Tommaso Carraci), Béla Gados (Cerimoniere), Ivan Kaye (Ludovico Sforza), Helen Bradbury (Balia), Nathan O'Toole (Vincenzo).
- Ascolti USA: telespettatori 554 000[8]

## Menzogne e verità
- Titolo originale: Truth and Lies
- Diretto da: John Maybury
- Scritto da: David Leland

### Trama
Lucrezia accetta di incontrare Calvino e il fratello di quest'ultimo, Raffaello, rimane colpito da lei. Juan torna a Roma ferito e rivendica i suoi tagli come la prova del suo coraggio in battaglia. La salute di Juan peggiora e il dottore teme che la sifilide si sia aggravata. Cesare sospetta che il fratello stia solo raccontando un mucchio di bugie in merito all'assedio di Forlì, e il figlio di Caterina Sforza conferma il suo sospetto. Cesare allora organizza un incontro tra questi e il Papa per fargli conoscere la verità in merito all'assedio. Della Rovere invia il ragazzo Antonello a Roma per procedere all'assassinio del Papa. Cesare bolla Savonarola con l'accusa di proclamare eresia.
- Guest star: David Alpay (Calvino Pallavicini), Tom Austen (Raffaello Pallavicini), Jesse Bostick (Antonello), Roger Lloyd Pack (Frate), Noah Silver (Benito Sforza).
- Altri interpreti: Bosco Hogan (Cardinale Piccolomini), Robert Cavanah (Hernando de Caballos), John Arthur (Fratello Bernardino), Vernon Dobtcheff (Cardinale Versucci), Zoltán Rihmer (Lettore di latino), Richard Durden (Medico), Alex Lanipekun (Mohammed).
- Ascolti USA: telespettatori 567 000[9]

## Fratricidio
- Titolo originale: World of Wonders
- Diretto da: David Leland
- Scritto da: David Leland

### Trama
Calvino rivela al Papa che suo fratello Raffaello è innamorato di Lucrezia, ma vengono rifiutati entrambi e i due lasciano Roma. Su proposta di Machiavelli, Cesare sfida Savonarola alla prova del fuoco. Il processo è incerto e sembra pendere dalla parte del fiorentino, così Cesare decide di chiudere la storia portandolo a Roma per una confessione sotto tortura. Il giovane Antonello riesce e farsi nominare coppiere del Papa, come decretato dal piano e tenta di agire al battesimo di Giovanni avvelenando l'acqua, ma il Papa scampa all'attentato decidendo di bere vino. Juan è ancora debole. Cesare, deciso a chiudere anche quella storia e stufo del fratello minore, lo uccide su un ponte.
- Guest star: David Alpay (Calvino Pallavicini), Tom Austen (Raffaello Pallavicini), Jesse Bostick (Antonello).
- Altri interpreti: Vernon Dobtcheff (Cardinale Versucci), Bosco Hogan (Cardinale Piccolomini), Edina Lezsak (Strega), Péter Horkay (Cistercense), Simon Nader (Domenicano), Caitlin Joseph (Giovane danzatrice), Alex Lanipekun (Mohammed).
- Ascolti USA: telespettatori 621 000[10]

## La confessione
- Titolo originale: The Confession
- Diretto da: David Leland
- Scritto da: Guy Burt

### Trama
Savonarola viene torturato con l'accusa di professare eresia. Dopo la confessione, viene bruciato sul rogo. Il corpo di Juan viene ritrovato e il Papa insiste a non celebrare i funerali fin quando non verrà scoperto l'assassino; ciò porta Cesare a confessare al padre il suo crimine. Il giovane è finalmente sciolto dai suoi voti, dato che il Papa si rende conto degli errori da lui commessi all'interno della sua famiglia. Si presentano oltresì altri corteggiatori per la mano di Lucrezia. Il giovane Antonello continua la sua missione, sembra che il Papa venga avvelenato, e la stagione si chiude con molti interrogativi.
- Guest star: Sebastian de Souza (Alfonso d'Aragona), Jesse Bostick (Antonello).
- Altri interpreti: Steven Hartley (Capitano della Guardia), Antal Konrád (Cerimoniere), Vernon Dobtcheff (Cardinale Versucci), Bosco Hogan (Cardinale Piccolomini), Raffaello Degruttola (Guardiano dell'obitorio), Billy Boyle (Imbalsamatore).
- Ascolti USA: telespettatori 517 000[11]